# IC 3225
IC 3225 est une galaxie spirale magellanique située dans la constellation de la Vierge. Sa vitesse par rapport au fond diffus cosmologique est de 2 722 ± 24 km/s, ce qui correspond à une distance de Hubble de 40,2 ± 2,8 Mpc (∼131 millions d'al). Elle a été découverte par l'astronome allemand Auguste Voigt en 1899.
La classe de luminosité d'IC 3225 est IV-V et elle présente une large raie HI. Elle renferme également des régions d'hydrogène ionisé.

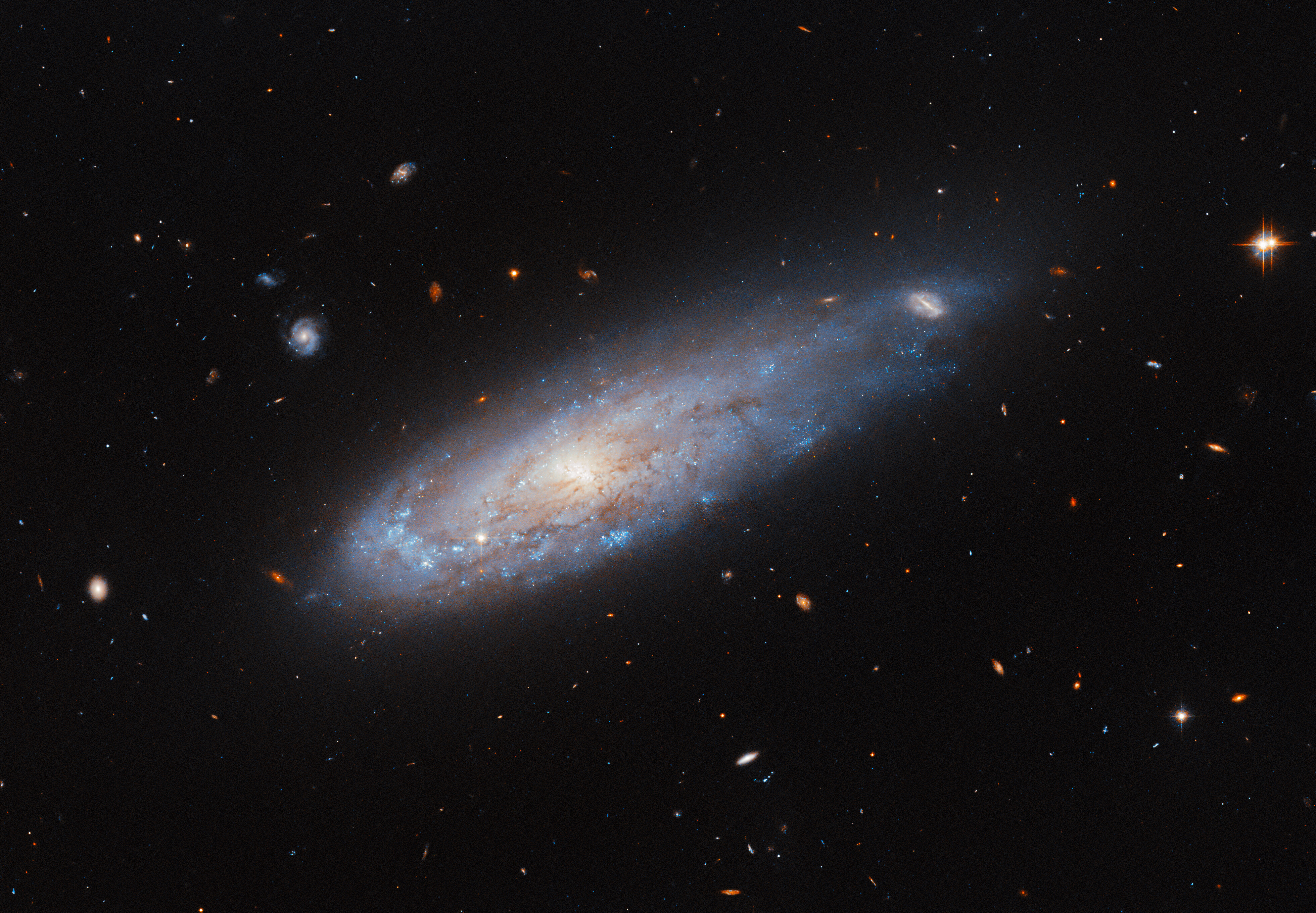
IC 3225 imagée par le télescope spatial Hubble.

À ce jour, une mesure non basée sur le décalage vers le rouge (redshift) donne une distance d'environ 29,300 Mpc (∼95,6 millions d'al). Cette valeur est nettement à l'extérieur des valeurs de la distance de Hubble. Cette galaxie, comme plusieurs de l'amas de la Vierge, est relativement rapprochée du Groupe local et on obtient souvent une distance de Hubble très différente en raison de leur mouvement propre dans le groupe où dans l'amas où elles sont situées. La distance de 29,3 Mpc est peut-être plus près de la réalité. Selon ces deux mesures, IC 3225 se dirigerait vers le centre de l'amas en direction opposée à la Voie lactée. Notons que c'est avec la valeur moyenne des mesures indépendantes, lorsqu'elles existent, que la base de données NASA/IPAC calcule le diamètre d'une galaxie.

## Groupe de NGC 4235, de M60 et l'amas de la Vierge
Selon A.M. Garcia, IC 3225 est une des galaxies du groupe de NGC 4235. Ce groupe de galaxies comprend au moins 29 membres, dont 18 apparaissent au New General Catalogue et 4 à l'Index Catalogue.
La plupart des galaxies du New General Catalogue apparaissent aussi dans une liste de 227 galaxies d'un article publié par Abraham Mahtessian en 1998, le groupe de M60, mais aucune des quatre galaxies de l'Index Catalogue. Cette liste comporte plus de 200 galaxies du New General Catalogue et une quinzaine de galaxies de l'Index Catalogue. On retrouve dans cette liste 11 galaxies du Catalogue de Messier, soit M49, M58, M60, M61, M84, M85, M87, M88, M91, M99 et M100.
Toutes les galaxies de la liste de Mahtessian ne constituent pas réellement un groupe de galaxies. Ce sont plutôt plusieurs groupes de galaxies qui font tous partie d'un amas galactique, l'amas de la Vierge. Pour éviter la confusion avec l'amas de la Vierge, on peut donner le nom de groupe de M60 à cet ensemble de galaxies, car c'est l'une des plus brillantes de la liste. L'amas de la Vierge est en effet beaucoup plus vaste et compterait environ 1300 galaxies, et possiblement plus de 2000, situées au cœur du superamas de la Vierge, dont fait partie le Groupe local,.
De nombreuses galaxies de la liste de Mahtessian se retrouvent dans dix groupes décrits dans l'article d'A.M. Garcia, soit le groupe de NGC 4123 (7 galaxies), le groupe de NGC 4235 (29 galaxies), le groupe de NGC 4261 (13 galaxies), le groupe de M61 (32 galaxies, M61 = NGC 4303), le groupe de NGC 4442 (13 galaxies), le groupe de NGC 4461 (9 galaxies), le groupe de M49 (127 galaxies, M49 = NGC 4472), le groupe de M87 (96 galaxies, M87 = NGC 4486), le groupe de M88 (44 galaxies, M88 = NGC 4501) et le groupe de NGC 4535 (14 galaxies). Ces dix groupes font partie de l'amas de la Vierge et ils renferment 387 galaxies. Certaines galaxies de la liste de Mahtessian ne figurent cependant dans aucun des groupes de Garcia et vice versa.